# Аделина
Адели́на — женское имя германского происхождения. Имя возводится к древневерхненемецкому слову «adal» в значении благородный. Имеет мужской вариант Аделин (лат. Adelinus).
В. А. Никонов считал, что Аделина, как и Адель, это были производные формы от Аделаида. На 1988 год имя в СССР было редким. В литературе известен персонаж Леди Аделина из поэмы Дж. Байрона «Дон Жуан».
Католические именины: 2 сентября, 20 октября.

## Иноязычные варианты
- англ. Adelina, Adeline[2][3]
- нем. Adeline[2][3]
- фр. Adeline[2][3]